# العويقيلة
العويقيلة مدينة سعودية والعاصمة الإدارية لمحافظة العويقيلية التي تتبع منطقة الحدود الشمالية، تقع في شمال المملكة العربية السعودية.

## الموقع
تتميز مدينة العويقيلة بموقعها على الطريق الدولي الذي يربط الشام بدول الخليج، وتكون ثالث أكبر المدن بالمنطقة بعد عرعر ورفحاء من حيث المساحة ورابع مدن الحدود الشمالية من حيث السكان، تقع شرق مدينة عرعر على بعد 140 كم وغرب مدينة رفحاء على بعد150 كم ويتبع لها 6 مراكز وتمت ترقيتها لمحافظة من فئة ب عام 1434
 المراكز التابعة
1. الكاسب
2. ابا الرواث
3. اليديه
4. زهوه
5. نعيجان
6. الدويد

## الطقس
حار صيفا جداً شديد البرودة شتاء تتساقط الأمطار في أشهر أكتوبر إلى أواخر يوليو، وأيضا في شهر أغسطس تتساقط بعض الأمطار الخفيفة نتيجة اشتداد الرطوبة وتكدسها، في بعض السنوات تتساقط الثلوج الخفيفة إلى المتوسطة خاصة في أشهر ديسمبر ويناير الرياح شماليه شرقية ويحصل فيها من العواصف الرملية شديدة السرعة احيانًا.